# Günter Franzmeier
Günter Franzmeier (* 1966 in Wels) ist ein österreichischer Schauspieler.

## Leben
Günter Franzmeier spielte zunächst Theater in einer Laiengruppe und trat als Maturant mit Soloprogrammen auf. Nachdem Aufnahmeprüfungen an Schauspielschulen mehrfach gescheitert waren, kam Franzmeier zur Salzburger Elisabethbühne, wo er sich zum Schauspieler ausbilden ließ und an der er auch sein erstes Engagement erhielt. Weitere Stationen seiner Bühnenlaufbahn waren das Schauspielhaus Zürich, die Hamburger Kammerspiele, das Pfalztheater Kaiserslautern, das Grillo-Theater in Essen und insbesondere das Volkstheater Wien, wo er von 1995 bis 2005 spielte und dessen Ensemble er seit 2007 wieder angehört. Bekannte Stücke unter Franzmeiers Mitwirkung waren beispielsweise Lessings Nathan der Weise, Charleys Tante von Brandon Thomas, Tschechows Kirschgarten oder der Sommernachtstraum von William Shakespeare unter bekannten Regisseuren wie David Bösch, Anselm Weber oder Maria Happel.
Seit dem Jahr 2000 arbeitet Günter Franzmeier auch gelegentlich vor der Kamera. So hatte er Gastrollen in Serien wie Vier Frauen und ein Todesfall, Kommissar Rex, SOKO Wien oder Paul Kemp – Alles kein Problem. 
Günter Franzmeier lebt in Wien.

## Filmografie
- 2000: Heller als der Mond
- 2004: Kommissar Rex – Sein letzter Sonntag
- 2004: Der Bauer als Millionär
- 2005: Vier Frauen und ein Todesfall – Mondsüchtig
- 2009: Schnell ermittelt – Bettina Klein
- 2010: Vitasek? (8 Folgen als Georg Heinzl)
- 2012: Reigen
- 2013: SOKO Wien – Schneewittchen
- 2013: Paul Kemp – Alles kein Problem (3 Folgen als Roland Genz)
- 2014: Die Steintaler... von wegen Homo sapiens (8 Folgen als Anru)
- 2014: Die Detektive – Das Geisterhaus
- seit 2015: Tatort (Fernsehreihe)
  - 2015: Grenzfall
  - 2016: Die Kunst des Krieges
  - 2017: Virus
  - 2018: Die Faust
  - 2019: Wahre Lügen
  - 2019: Glück allein
  - 2020: Pumpen
  - 2020: Krank
  - 2020: Unten
  - 2021: Die Amme
  - 2021: Verschwörung
  - 2022: Alles was Recht ist
  - 2022: Das Tor zur Hölle
  - 2024: Tatort: Deine Mutter
- 2022: Broll + Baroni – Für immer tot (Fernsehfilm)
- 2024: Letzter Jodler (Fernsehreihe)

## Auszeichnungen
- Spielzeit 2007/08: Karl-Skraup-Preis
- Spielzeit 2015: Dorothea-Neff-Preis für die beste schauspielerische Leistung
- Spielzeit 2016/17: Dorothea-Neff-Preis für die beste schauspielerische Leistung (Klein Zaches – Operation Zinnober, Mittelschichtblues, Nathan der Weise und Medea)[5]
- 2017: Nestroy-Theaterpreis – Nominierung für den Publikumspreis[6]
- Spielzeit 2019/20: Dorothea-Neff-Preis für die beste schauspielerische Leistung[7]